# Vinozhito
Le Vinozhito (en macédonien Виножито ; en grec Oυράνιο Tόξο Ouranio Toxo, en français Parti arc-en-ciel) est un parti politique grec fondé en 1994 qui cherche à défendre les intérêts de la minorité macédonienne (de langue slave) en Grèce. Il est membre de l'Alliance libre européenne.
Son siège est à Flórina, dans le nord de la Grèce.

## Programme et résultats électoraux
Le Vinozhito est un Parti d'extrême gauche[réf. nécessaire] qui veut défendre les droits de la minorité macédonienne en Grèce et dans le monde. Il a affirmé ne pas être séparatiste, même s'il voit d'un bon œil l'entrée de la Macédoine dans l'Union européenne. Il milite pour le retour en Grèce des exilés communistes qui sont partis, ont fui ou ont été déplacés à la fin de la guerre civile. Il a subi une scission de la part des défenseurs de la minorité bulgare.
Aux élections européennes de 1999, le parti a obtenu 4 951 voix soit 0,08 % sur l'ensemble du pays. Aux législatives de 2004, 6 176 voix, soit 0,098 % sur l'ensemble du pays. Il a refusé de participer aux élections de 2007, arguant de problèmes de financement. La plupart des voix que recueille ce parti sont concentrées à Flórina.

## Controverse
Ce parti a notamment obtenu la condamnation des autorités grecques qui refusent d'accepter une association régionaliste, la Maison de la culture macédonienne qui siège à Florina. Dans un jugement Sidiropoulos et autres contre Grèce du 10 juillet 1998, la Cour européenne des droits de l'homme a constaté que l'interdiction de cette association était contraire aux dispositions de l'article 11 de la Convention européenne des droits de l'homme. Cinq ans après cette décision, ladite association n'a toujours pas été enregistrée malgré des essais répétés de ses membres. Un député au Parlement européen a interrogé la Commission européenne sur le fait que la Grèce ne respecte pas les décisions européennes alors qu'elle exige, des pays candidats, le strict respect des critères de Copenhague.
Le 13 septembre 1998, quatre dirigeants du parti, Pavlos Voskopoulos, Petros Vasiliadis, Vasilis Romas et Costas Tasopoulos, ont été inculpés pour « incitation à la haine réciproque entre citoyens » aux termes de l'article 192 du Code pénal grec.